# Troker
Troker es una banda de jazz rock formada en el 2004 en la Ciudad de Guadalajara, Jalisco, México, dedicada a la música instrumental nutrida de jazz y rock con influencias del funk y progresivo. Es un sexteto independiente que se autogestiona, se involucra socialmente, se preocupa por el desarrollo musical de su país y que cree en la economía de la colaboración. Troker no solo da conciertos para promocionar sus discos, también tienen un programa para niños, son talleristas, conferencistas, hacen música por encargo y continuamente prestan servicio social en su comunidad y durante sus giras.
La banda nació en noviembre de 2004 en los bares de la ciudad de Guadalajara, tres años tuvieron que pasar para que decidieran convertirse transformar a la banda en un proyecto de vida y en 2007 inician su carrera con discos y giras por varios escenarios del mundo, incluido el mítico Festival Glastonbury en su edición 2013.
Troker está conformado por los músicos Frankie Mares, Samo González y Christian Jiménez.

## Historia

### Inicios (1998 - 2004)
Los orígenes de Troker datan de finales de la década de los noventa, cuando Frankie Mares y Samo González después de estudiar juntos en el Conservatorio de las Rosas (Morelia, Michoacán) dejan la escuela y forman la banda de rock Evamalva, por cuya propuesta original la banda Azul Violeta los invitó a grabar su demo en Guadalajara, ciudad que más tarde se convertiría en su casa. Al llegar, se dieron cuenta de que la vida en una ciudad como Guadalajara era cara y se vieron en la necesidad de usar su creatividad y talento para formar un proyecto que les diera el dinero necesario para vivir. Así fue como inició la relación con los métodos tradicionales de jazz y un ensamble de batería, bajo y saxofón; pocos días pasaron para darse cuenta de que no había diversión ni satisfacción en esos pentagramas.
Fue entonces cuando invitaron al DJ Rayo, nació el nombre de Troker y comenzaron a componer e improvisar con mezclas de ritmos combinados con jazz que en poco tiempo fascinaron al público tapatío. A finales del año 2003, Troker comienza a presentarse en la iLatina, en el Café Candela y la Santa; en 2004 ya tenían una calendario bien armado por toda la ciudad y los seguidores comenzaron a manifestarse, lo que lleva a la banda a grabar un concierto en vivo desde La Puerta 22 (foro de música en vivo que cerró años más tarde), lugar que sin duda ayudó a forjar y definir la identidad como banda.

### Primera formación y primer disco (2005 - 2007)
A finales del año 2004 Troker pierde a su saxofonista e inmediatamente comienza la búsqueda de un reemplazo. Los hermanos Santillanes quienes tocaban saxofón y trompeta en la banda Plástiko parecían la mejor opción, así que se decide armar un ensayo especial para improvisar con ellos y en un par de días se unieron a la banda que ya tocaba en bares sin tregua. El objetivo de tener ingresos para vivir se estaba cumpliendo y lo mejor era que sucedía pasándolo bien, conociendo gente, compartiendo con otros músicos locales. Así fue como el pianista Christian Jiménez se acercó a la banda después de su show para decirles que le interesaba “palomear” con ellos y la oportunidad llegó casi de inmediato cuando los hermanos Santillanes se encontraba de gira con su banda. Christian subió al escenario y dejó a todos con la boca abierta. No cabía la menor duda, Christian tenía que estar en las filas de banda experimental y aportar toda su visión y cualidades musicales.
Para esas épocas, Troker llamó la atención de los medios locales y la aparición de numerosas notas de prensa, así como la creciente ola de seguidores, determinaron que la máquina estaba lista para echarse a andar y estaba siendo puesta a prueba: el público tapatío estaba ansioso por más, pedía un disco y los músicos se cuestionaban si valía la pena convertir a Troker en el proyecto formal, ya que hasta ese momento era solo una banda que les brindaba diversión, satisfacción y dinero. En tremenda disyuntiva los músicos se acercaron a Gerry Rosado -productor de Evamalva y director de la disquera independiente más importante de este país, Discos Intolerancia- para encontrar una opinión profesional y lo que escucharon fue que era necesario formalizar el proyecto y grabar un disco.
“Jazz Vinil” nace de las frases que quedaron inmortalizadas en distintos bares de Guadalajara y se convierte en el boleto de entrada de la banda a Discos Intolerancia. Fue gracias a la grabación de este disco que los músicos pasaron de ser un grupo de amigos que hacían música improvisada a una reconocida banda de jazz. Contaron con la maravillosa participación de Steven Bernstein trompetista y líder de la banda neoyorkina Sex Mob, quien le agregó un toque seductor al clásico tema “Barrio Feelin” y a “Sex Trok”. Otros temas desprendidos de este disco son “Fíjate que Suave”, “El Atraco a la Furgoneta Gris” y “Aguachile”.

### Segunda formación y segundo disco (2007 - 2010)
Al tener editado “Jazz Vinil” la posibilidad de hacer giras para promocionarlo los llevaron a tomar nuevamente decisiones primordiales, la primera fue tener un mánager así que llamaron a Ana Rodríguez quien había trabajado con Evamalva, la segunda decisión era dejar los otros proyectos a un lado y dedicar el 100% a Troker. Así es como Chemín Santillanes abandona las filas de la banda y se enfoca en Plástiko, pero con una presentación de disco en la puerta había que conseguir un muy buen trompetista y Gil Cervantes había regresado de estudiar su segunda carrera musical en Berklee y parecía buena opción para participar en la presentación del disco; inmediatamente el público lo recibió con los brazos abiertos y al término de su primer concierto, frente a los micrófonos, se convirtió en la trompeta oficial de Troker. Habían encontrado a la pieza faltante.
“Jazz Vinil” se presentó en Guadalajara el 16 de marzo de 2007, presentación para la cual los músicos se habían puesto en contacto con quien había sido co-manager de Evamalva y desde este momento comenzaron a trabajar con una estructura administrativa mucho más ordenada lo que les permitió hacerse cargo de la promoción del disco.
Rolling Stone México lo catalogó como uno de los 10 mejores discos de bandas latinas de aquel año. Reseñas en las revistas y periódicos más importantes del país los validaron y así comenzaron las giras nacionales y bajo esta alineación, Troker avanzó durante tres años más y se afianzaron como una de las preferidas en la escena local. 
En 2009 comenzaron la producción de lo que sería su segundo disco, fue un trabajo en el que estaba determinados a incursionar en nuevos terrenos creativos, la banda partió de un concepto: un viaje en un tráiler. Una experiencia poderosa, tapizada de hermosos paisajes, pero con las incomodidades y experiencias del camino durante el cual Troker dio a luz música mucho más compleja con un trasfondo sucio, pero profundo y estructurado. En esta ocasión contaron con la participación de Omar Rodríguez-López guitarrista de The Mars Volta quien llenó de poder el tema de “King Trok”; también contaron con el flow de Pato Machete para “Night Panter Club” y los saxofones de Adrian Terrazas en el clásico “Chapala Blues” y “7 Machete”.
“El Rey del Camino” salió al mercado también bajo el sello Intolerancia y se presentó en Guadalajara el 18 de abril de 2010. Durante la creación de este álbum, los músicos se vieron involucrados en mente, cuerpo y alma en este viaje a través de sus emociones y estados de ánimo llevando al espectador por esta travesía interior que cambió la vida de los mismos integrantes de la banda y que, muy probablemente, en algún punto ha cambiado la de más de un miembro del público.
Poco después de salir este álbum, en diciembre del mismo año, fueron elegidos por Dean DeLeo para abrir el concierto de su banda Stone Temple Pilots en el Palacio de los Deportes en la Ciudad de México; evento que los consolidó como una banda perfecta para salas de jazz o festivales de rock. 
Los premios a la industria independiente en México, IMAS, reconocieron el trabajo de Troker con “El Rey del Camino” otorgándoles el premio a mejor disco de jazz-fusión-funk.

### Giras internacionales y Pueblo de Brujos (2010 - 2015)
Las primeras giras internacionales son a Estados Unidos por iniciativa de la Universidad de Guadalajara para exponer lo que se estaba haciendo la ciudad. Una de las experiencias que los músicos recordarán para siempre fue su primera visita a Colombia para presentarse en los 15 años del Festival de Jazz en el parque. Esa noche la banda salió con las banderas de México y Colombia amarradas como una sola; al ver esto, el público colombiano vitoreó y aclamó a la banda mexicana entregando su corazón y sus oídos al show de jazz alternativo que les dio a conocer la alegría y la calidez de los mexicanos y a cuyo son saltaron y bailaron.
La estrategia de internacionalización comenzó formalmente orquestada por el Management y con el apoyo de aliados que se suman a ciertas acciones y proyectos; todo este esfuerzo y trabajo de gestión les abrió una nueva puerta de oportunidades en 2011: asistir a mercados internacionales de música. El primero fue el mercado de Circulart en Medellín, Colombia al cual pudieron asistir gracias al apoyo de la Universidad de Guadalajara, su disquera Intolerancia y la inversión económica del grupo. Ahí tuvieron la oportunidad de demostrar su experiencia para dominar el escenario y su fuerza para conectar con el público que no los conoce y seducirlos con la calidad de sus composiciones.
Justo antes de ese segundo viaje a Colombia, Troker quería compartir material nuevo pero no había tiempo de hacer un disco, así que decidieron componer algo corto para un EP y el resultado fue “Pueblo de Brujos” una aventura oscura y sombría de 19 minutos continuos con 7 movimientos; acordes y notas de jazz y rock que anuncian un viaje místico por lugares donde la presencia de algo sobre natural es innegable. Una aventura siniestra, pero emocionante para aquel que se atreva a encarar los propios demonios y aquellos sugeridos por este lenguaje auditivo de altos y bajos que cuentan historias. Ese lenguaje musical que yuxtapone imágenes y sonidos en la mente de quien lo escucha y del que Troker ya se ha convertido en maestro.
Para finales del año 2011 el DJ Rayo dejó al grupo en búsqueda de nuevos retos para él en la Ciudad de México, delegando sus responsabilidades hacia la banda a un talentoso tornamesista y campeón nacional del Red Bull Scratch Match: DJ Zero quien después de un par de años es relevado por el tricampeón nacional del Red Bull Scratch Match: DJ Sonicko. La entrada de DJ Sonicko al grupo le aportó una visión nueva donde incorporaron sonidos de géneros como el drum & bass, el dubstep y una técnica de scratch brutal.

### Tercer disco y primeras giras europeas
Las giras de Troker continuaron dentro de la República Mexicana, en Colombia, Costa Rica y en los Estados Unidos de Norteamérica. A principios del año 2013 los integrantes de Troker junto con su mánager Ana Rodríguez se plantearon una meta muy clara: llegar a Europa. Es por ello que aplicaron a una beca del Fondo Nacional para la Cultura y las Artes (FONCA) que les permitiría viajar a recorrer algunos países europeos.
Aunado a esto, Steve Symons, programador del Festival Glastonbury a quien habían conocido en Circulart, los invitó a participar en la edición 2013 de este Festival, honor que jamás se le había dado antes a una banda tapatía. Con esto en mente la banda trabajó arduamente y en abril de 2013 los anunciaron como ganadores de la beca FONCA-Unión Europea, con la cual pudieron viajar en junio de 2013 al viejo continente.
La primera parada fue en el Festival Glastonbury, donde se presentaron en el West Holts Stage al lado de estrellas como Sergio Mendes, Public Enemy y Bobby Womack. Después continuaron con una gira por España, tocando en Madrid y Barcelona, Inglaterra - en ciudades como Liverpool, Bristol, Rawtenstall y Londres- y Alemania -con presentaciones en Kiel, Hamburgo, Berlín y Lubeca- tras lo cual regresaron a México con el aplauso y el reconocimiento del público europeo y una invitación a regresar el siguiente año.
Si existiera la necesidad de encasillar a Troker en algún género musical, podría decirse que es jazz rock; música experimental que nace de un contexto cultural con una propuesta diferente: una apuesta por el lado izquierdo. La música de Troker desde sus inicios ha sido como un volado en el que la moneda nunca cae, comenzando desde la preproducción de su material, se convierte en el cuento de nunca acabar ya que la máquina sigue y seguirá imparable componiendo, trabajando e incursionando en nuevos terrenos, es decir, recorre un camino que no tiene final.

### Cuarto disco y su incursión en el mundo del cine
En el año 2016 Troker presentó su disco "1919 Música para cine" que es la musicalización de la afamada película muda mexicana "El automóvil gris". 
“1919 Música para Cine” es un conjunto de sonidos e interpretaciones musicales de la época post-revolucionaria de México y sus leyendas con la cual Troker musicaliza la película más importante del cine mudo mexicano: “El automóvil gris” (1919) volviéndola una increíble experiencia audiovisual donde reina el suspenso, la tristeza y el cinismo que caracterizaba a nuestro país en aquella época y lo sigue haciendo en nuestro presente. Este cuarto disco no es nada más que la afirmación de la hipótesis de muchos de que la dirección que tomará la banda en el futuro es incierta, pero una cosa sí es segura: que Troker continuará explorando, experimentando y madurando sin fórmulas.

### Quinto disco
En el 2018 Troker lanza su disco Imperfecto, producido gracias a las donaciones recaudadas a través de Kickstarter. Es el primer disco de la banda producido a través del crowdfunding y bajo la dirección de Alonso Arreola.
Conceptualmente Imperfecto pasa por el jazz, al igual que pasa por el rock, el pop, la electrónica, el progresivo, el folclor y hasta el hip hop, dejando fronteras abiertas y por su sentido original, apartándose de lo común, de lo esperado y de lo repetido. Actualmente este disco está en la etapa de promoción y se ha presentado en diversos escenarios de México con muy buena aceptación de los fanes y críticos.

## Integrantes
Los actuales integrantes de Troker son Frankie Mares, Samo González y Christian Jiménez.

### Frankie Mares – batería
Juan Carlos Mares, 5 de marzo de 1982
@frankiemares 
Frankie Mares es un talentoso baterista conocido por su trabajo en la banda de jazz mexicana Troker. Con su estilo único y su habilidad para mezclar ritmos y géneros musicales, Mares ha dejado una huella imborrable en la escena musical.
Desde que se unió a Troker, Frankie Mares ha sido una pieza clave en el sonido distintivo de la banda. Su dominio de la batería y su capacidad para crear ritmos complejos y dinámicos han llevado a Troker a explorar nuevas fronteras en el jazz y fusionarlo con elementos del rock, funk y hip-hop. La energía y la pasión que Mares aporta a su interpretación en vivo son contagiosas y han contribuido a que las presentaciones de Troker sean experiencias inolvidables.
La destreza técnica de Frankie Mares es evidente en cada golpe de tambor y en cada redoble que ejecuta. Su habilidad para improvisar y crear ritmos únicos en tiempo real es impresionante y muestra su profundo conocimiento y comprensión de la música. Además, su capacidad para colaborar con los demás miembros de la banda y sincronizarse con ellos es fundamental para el sonido colectivo de Troker.

### Samo González – bajo y contrabajo
Samuel González, 3 de mayo de 1979
@samotroker
Se podría decir que su felicidad se mide en la cantidad de días por semana que toma vino tinto acompañado de una buena comida; es un apasionado del maridaje y el cerdo. La segunda actividad que más tiempo consume en su vida después de tocar el bajo, es jugar Fifa y se le puede encontrar en línea como “El rey del camino”. Este barbón de nacimiento todo el tiempo piensa en fútbol y regala sonrisas a diestra y siniestra. 
Es un bajista muy propositivo, con buenas ideas para hacer sus líneas y muy clavado en tener sonidos auténticos. Un pilar que no tumban ni las loqueras de Frankie en la batería, ni los atascones de Chris en el teclado. 
Bajista favorito: Chales Mingus.
Bandas preferidas: Morphine, Robi Draco, King Crimson y The Roots.

### Chris Jiménez – piano
Christian Jiménez, 28 de mayo de 1984
@chriss_troker
Sin duda se le puede encontrar en las cuevas de blues de la ciudad, es un bebedor insaciable de cerveza y amante del buen dormir. No considera necesario acudir a la peluquería si hay tijeras en casa; su tesoro consta de tres guitarras eléctricas cargadas de herencia, algunas centenas de acetatos y un estéreo para escuchar sus casetes, todos de su padre, el Gran Charlie Jiménez. 
Estamos hablando de un virtuoso de las teclas, con la capacidad de interpretar solos que parecen bajados del cielo. Su creatividad tiene un sello particular donde podemos escuchar lo mejor del pasado y el futuro. Los dedos más veloces del Occidente.
Pianista favorito: Oscar Peterson.
Bandas preferidas: Frank Zappa, King Crimson y los gigantes del blues y el jazz.

## Músicos con los que colabora Troker en los discos y en las giras
Cristian García - trompeta
DJ Rayo – tornamesa
Chay Flores – trompeta
DJ Sonicko – tornamesas
Arturo "Tiburón" Santillanes – saxofón
Gil Cervantes – trompeta
Diego Franco – saxofón
DJ Zero – tornamesa
Javier de la Peza – Ableton Push
Heriberto Camacho – saxofón
Paul Galindo - saxofón
Klaus Meyer – saxofón

## Discografía

### Álbumes
- Jazz vinil (2007)
- El rey del camino (2010)
- Crimen Sonoro (2014)
- 1919 Música para cine (2016)
- Imperfecto (2018)

### EP
- Pueblo de Brujos (2012)

## Proyectos especiales

### El automóvil gris
Tras convertirse en verdaderos exponentes de la narrativa musical y conceptualización, Troker fue invitado por la Cineteca Nacional a musicalizar la primera gran película mexicana: “El automóvil gris” (1919). El film de aproximadamente 120 minutos fue proyectado en varios foros mexicanos, acompañado por el talento musical de la banda.
La película, que narra la historia verídica de una pandilla de ladrones que vestidos como militares asolaron el Distrito Federal en 1915, incluye elementos reales como el inspector Juan Manuel Cabrera interpretándose a sí mismo y la famosa escena del fusilamiento de los ladrones.
Así es como Troker comparte créditos con una crónica de imágenes cinematográficas del cine mudo, de archivos fotográficos y hemerográficos de gran riqueza histórica y 92 años después presenta su versión musical inédita, dando a esta importante película un matiz contemporáneo lleno similitudes en conflictos políticos y convulsiones sociales que se tejen perfectamente entre el siglo pasado y el presente.
La musicalización en vivo de El Automóvil Gris con Troker se ha presentado en:
- Teatro Degollado, Guadalajara, Jalisco.
- Cineteca Nacional, México D.F.
- Lunario del Auditorio Nacional, México D.F.
- Teatro del Pueblo, Teúl, Zacatecas.
- Centro Cultural La Media Torta, Bogotá, Colombia.
- Teatro Pablo Tobón Uribe, Medellín, Colombia.
- Cat’s Bar, Madrid, España.
- Rich Mix, Londres, Inglaterra.

### Gestión entre mercados culturales y ruedas de negocio: la apuesta por el lado izquierdo
En los últimos años, el sector cultural en Latinoamérica ha presenciado una rápida aceleración en su profesionalización, convirtiéndose a sí mismo en un negocio rentable gracias a la creación de plataformas de comercio para la industria musical; cambios en la educación y las políticas públicas. Troker no solo ha atestiguado este nuevo sistema que permite la rentabilidad en el arte y la cultura, sino que lo ha sabido aprovechar con su participación e interacción intensiva en ruedas de negocio y mercados culturales en el escenario internacional. Dicha participación consiste en intercambiar oportunidades con grupos culturales de distintos países de presentar su trabajo ya sea en vivo o simplemente generar las bases y vínculos necesarios para la futura y continua generación de proyectos con colaboradores, socios y/o asociados de distintos países. Las negociaciones, la organización y los planes se realizan mediante plataformas virtuales y/o congregaciones especiales que tienen como mero objetivo apoyar y fortalecer las industrias creativas y culturales. Ejemplos de dichas plataformas es la plataforma web del Mercado Cultural de Medellín y Womex (Tesalónica, Grecia) actualmente reconocido como el mercado más grande a nivel mundial de world music y jazz.
En esto consiste la apuesta por el lado izquierdo: en forjar una cadena de éxitos continuos a través de la gestión cultural que siga fortaleciendo a la gran máquina, tal como Troker lo ha hecho hasta hoy, y para comprobarlo no hace falta más que revisar su historial de crecimiento acelerado del que Colombia y Estados Unidos ya han sido testigos. La máquina ya no solo es musical sino que también gestiona y construye puentes culturales y creativos entre ciudades y naciones de los cuales todos son beneficiarios. Troker enorgullece a México al colgarle el título de creador y productor de música que rompe paradigmas y trasciende fronteras.

### Otros espectáculos y proyectos de Troker
- El Juego de las Sillas, un concierto para niños.
- Barrio Feeling, un proyecto para regresar el jazz a las calles y apostar por la cultura para todos.
- Distintos talleres sobre: arte y oficio, composición colectiva, identidad y raíces, entre otros.

## Giras

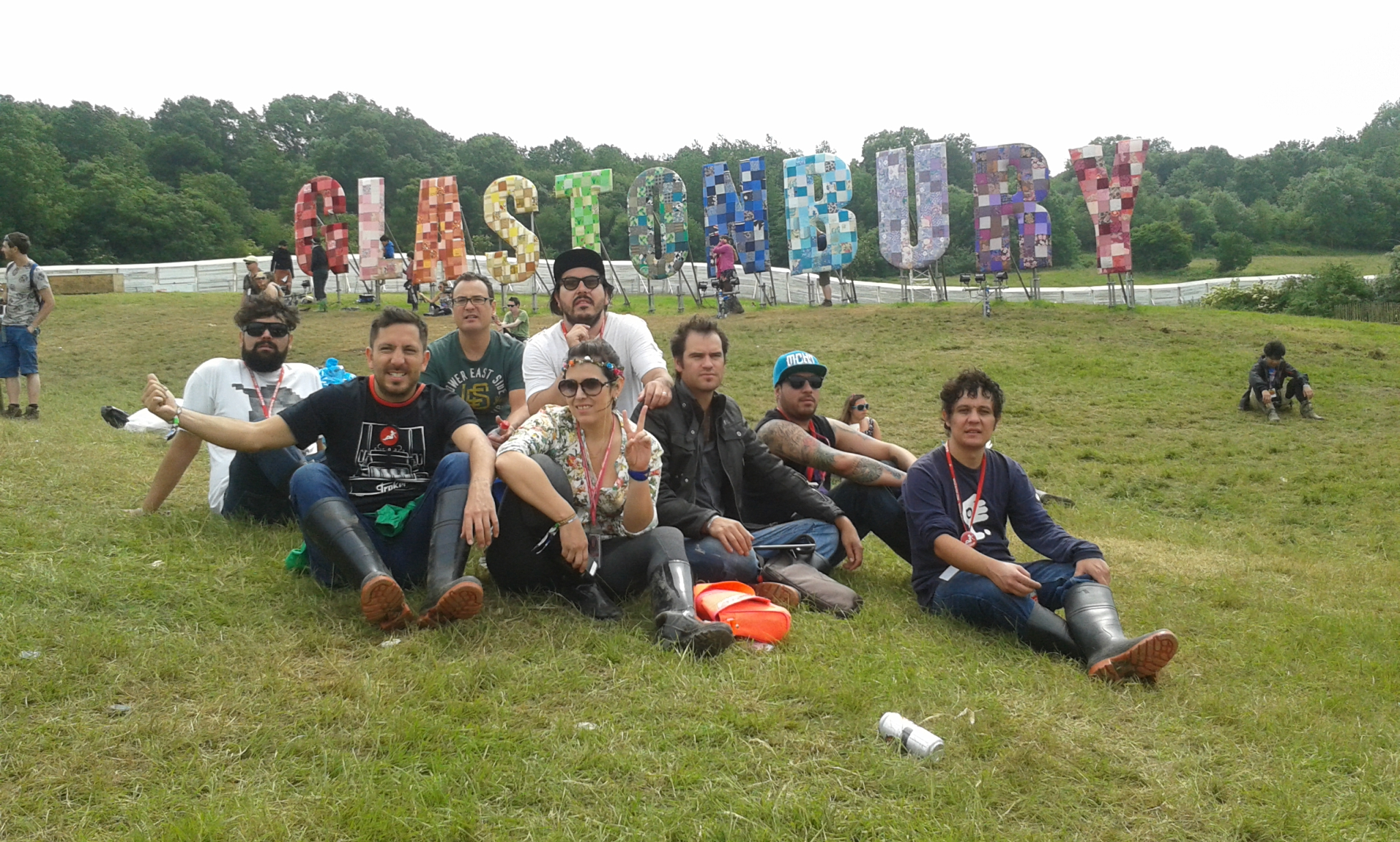
Troker, banda de jazz tapatía, en el Festival Glastonbury donde tocaron en junio de 2013.

Troker ha girado por México, presentándose en más del 60% de los estados del territorio nacional. Incluso antes de tener su primer disco ya habían sido invitados a ser parte de conciertos con figuras internacionales del jazz como Medeski, Martin & Wood, Sex Mob, Eugenio Toussaint, German Bringas, entre otros.
Sus giras internacionales comenzaron en el año 2010 con el lanzamiento del disco El Rey del Camino y las sedes visitadas fueron ciudades de Estados Unidos, Colombia, Grecia y Costa Rica. 
En junio y julio de 2013, gracias a una beca de CONACULTA, la banda tuvo la oportunidad de realizar su primera gira europea recorriendo ciudades de Inglaterra, España y Alemania.

## Festivales
Entre los festivales y foros que Troker ha conquistado destacan:
- Festival Glastonbury, Inglaterra
- Festival Wassermusik, Alemania
- Jazzahead!
- Festival SXSW
- WOMEX
- Festival Jazz al parque, Bogotá, Colombia.
- Festival de Teatro Libre, Bogotá, Colombia.
- Marjorie Luke Theater, Santa Bárbara, CA. E.U.A.
- The Kennedy Center for the Performing Arts, Washington, DC. E.U.A.
- Grand Performances Festival, Los Ángeles, CA. E.U.A.
- Faces of the World Festival, Los Ángeles, CA. E.U.A.
- Festival Internacional de las Artes, San José, Costa Rica.
- Vive Latino, México, DF.
- Lunario del Auditorio Nacional, México, DF.
- Festival de Jazz de la Riviera Maya, Playa del Carmen, QR.
- Festival Internacional de Cine de Guadalajara, Guadalajara, JAL.
- Feria Internacional del Libro, Guadalajara, JAL
- Festival de la Música, Guadalajara, JAL.
- Festival 212, Guadalajara, JAL.
- Teatro Estudio Cavaret, Guadalajara, JAL.
- Teatro Diana, Guadalajara, JAL.
- Teatro Degollado, Guadalajara, JAL.

También han participado en mercados internacionales de artes escénicas como: Circulart Mercado Cultural de Medellín, Colombia (2011 y 2012); Womex en Tesalónica, Grecia (2012); Encuentro de Artes Escénicas en León, Guanajuato (2011); Feria Internacional de la Música en Guadalajara, Jalisco (2011 y 2012), entre otras.

### Expo 2020 Dubái
El 19 de Septiembre de 2021 Troker se presentó en el Millenium Amphitheatre de la Expo 2020 como parte del programa cultural del pabellón de México.

## Jazz altruista
Los integrantes de Troker se ven a sí mismos como ciudadanos y miembros de una sociedad que merece y pide ser ayudada y apoyada por aquellos que están en posición de hacerlo; razón de más para que adquirieran el compromiso de emprender proyectos de servicio social tanto en su ciudad de origen, Guadalajara, como a lo largo y ancho del territorio nacional y sorprendentemente también en sus giras internacionales. 
Según los propios integrantes, lo que los lleva a involucrarse con proyectos de servicio social son sus ganas de ayudar, de apoyar a los que menos tienen, como alguna vez alguien apoyó a cada uno de ellos de diversas maneras. En la actualidad, Troker trabaja con organismos e instituciones como la Unidad de Niños Quemados del Hospital Civil de Guadalajara, el DIF y el Organismo de Nutrición Infantil, entre otros.

## Influencias
Más que ser influidos por otros proyectos musicales, la creatividad de los músicos se alimenta de lo que más disfrutan escuchar. Entre dichos proyectos figuran: Medeski, Martin & Wood, Sex Mob, Lounge Lizards, Frank Zappa, King Crimson, The Mars Volta, Miles Davis, John Coltrane, Hermeto Pascoal, Pérez Prado, Tower of Power, Thelonious Monk, Pink Floyd, Screaming Headless Torsos, entre otros.